# Ошейниковая крапивниковая камышовка
Ошейниковая крапивниковая камышовка (лат. Microbates collaris) — вид птиц из семейства комароловковых.
Вид распространён в Южной Америке. Встречается в Бразилии, Колумбии, Эквадоре, Французской Гвиане, Гайане, Перу, Суринаме и Венесуэле. Живёт в тропических и субтропических дождевых лесах.
Тело длиной до 11 см, вес тела от 10 до 12 г. Верхняя часть тела тёмно-коричневая, щёки и надбровная полоса белые, через глаз проходит чёрная полоса. Нижняя часть тела белая, только на груди есть чёрное пятно в форме полумесяца.
Питается насекомыми и другими мелкими членистоногими. Охотится на земле, часто в смешанных стаях. Чашеобразное гнездо строит из листьев на нижних ветвях кустарников. В кладке 2 белых с тёмными точками яйца.